# Gordonia vulcanica
Gordonia vulcanica là một loài thực vật có hoa trong họ Theaceae. Loài này được (Korth.) H.Keng mô tả khoa học đầu tiên năm 1984.